# Malus halliana
Malus halliana là loài thực vật có hoa trong họ Hoa hồng. Loài này được Koehne mô tả khoa học đầu tiên năm 1890.

## Hình ảnh

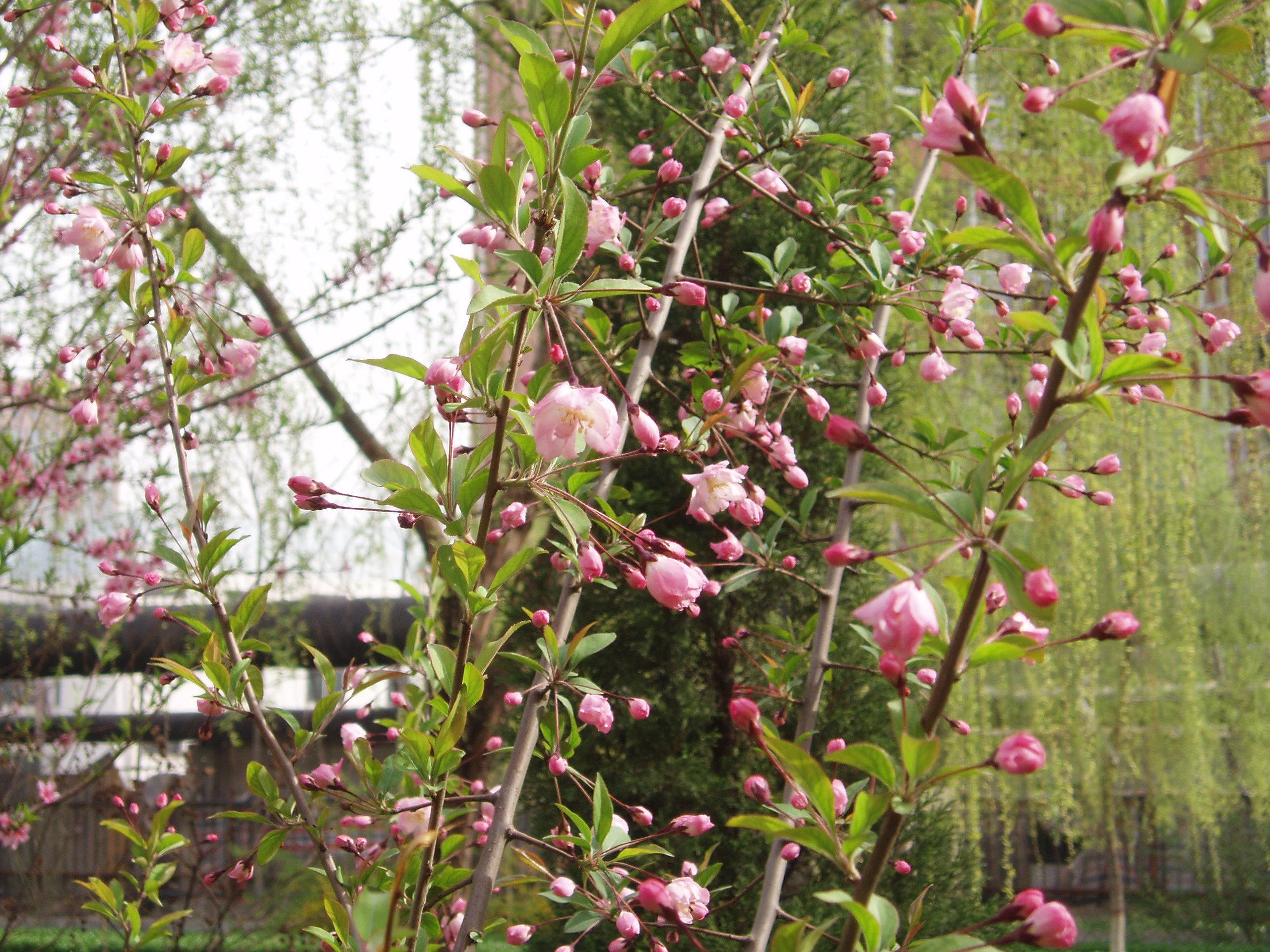
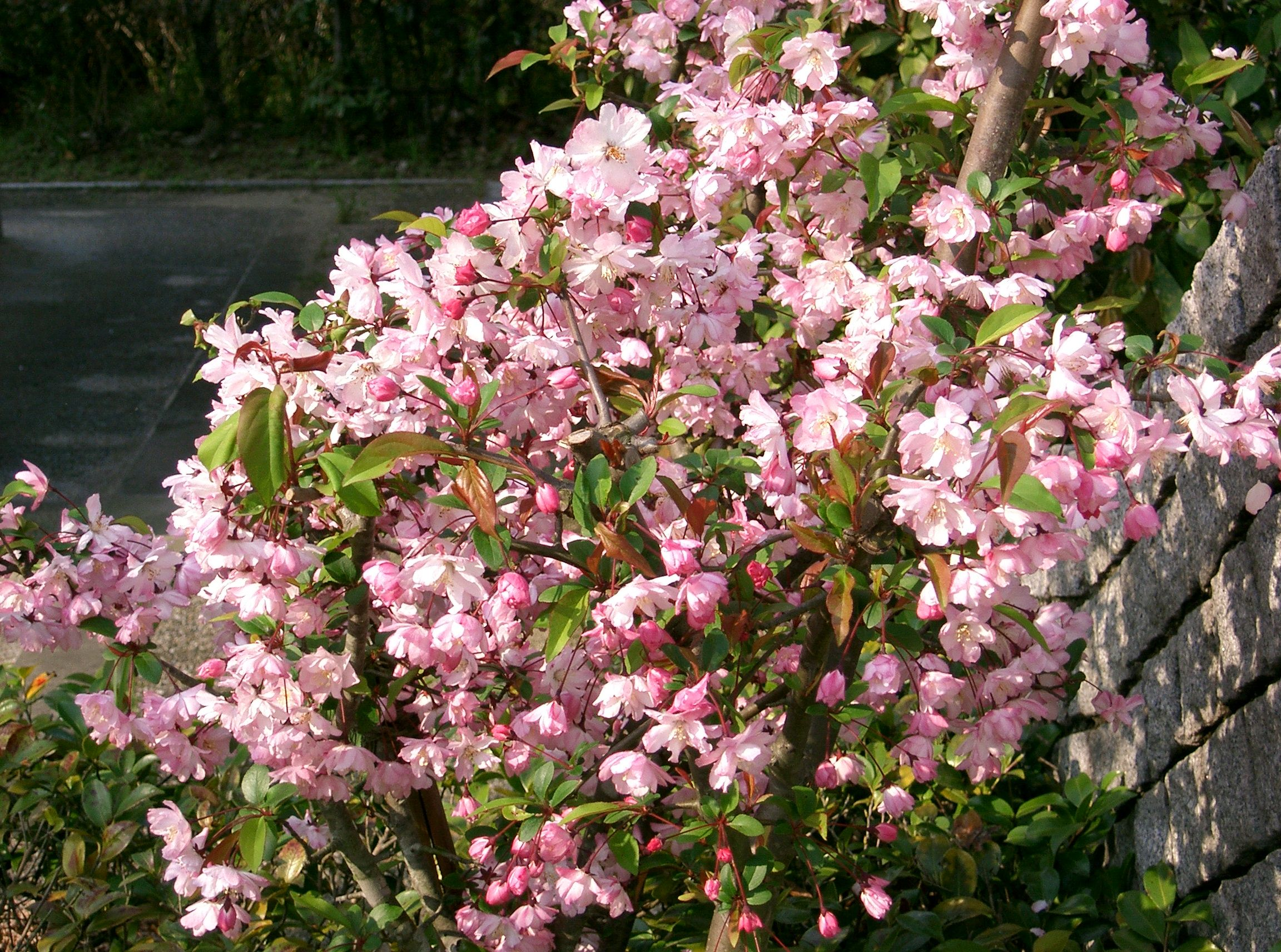
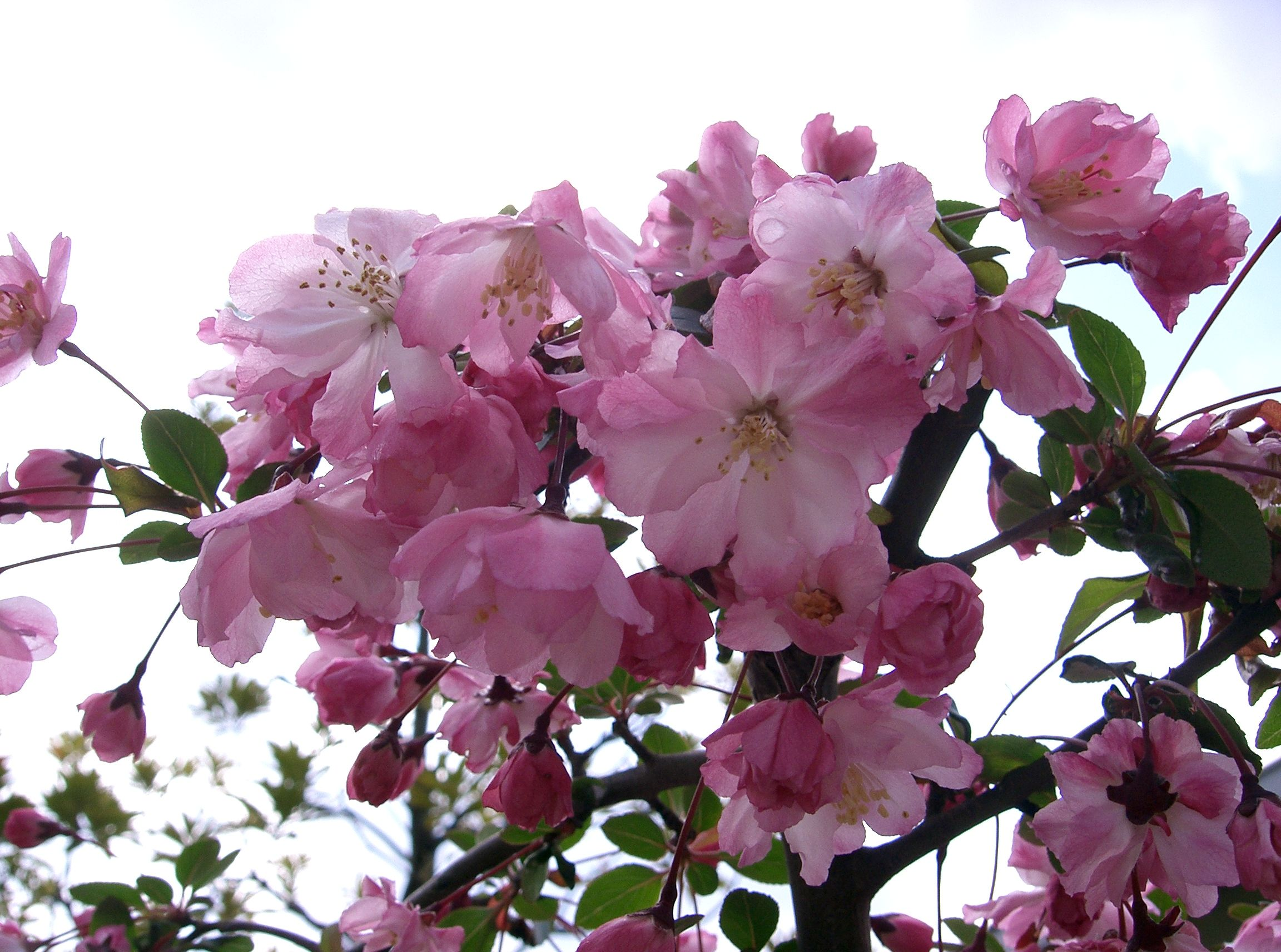